# Cabahyba
Cabahyba (Cabahiba, Cawahib, Kawaíb, Cawahíb)), stara indijanska tupijska skupina koji su u kasnom 18. stoljeću živjeli na gornjem toku rijeke Tapajóz u Brazilu, koje Carl Friedrich von Martius označava pod imenom "Central Tupi". Nimuendajú (1924) rekonstruira povijest plemena što ga Martius spominje 1797 na gornjem Tapajozu kao  "Cabahyba". Otuda su ih sredinom 19. stoljeća protjerali Portugalci uz pomoćratobornog plemena Mundurucu koje su naoružali.  
Cabahybi su u nekoliko valova protjerani na zapad gdje su se raspršili u nekoliko skupina poznatih kao Cawahíb, Parintintin, Apairande, Odyahuibe i drugi. Pleme Parintintin nastanilo se u području Madeire (Menenedez 1989). Na rijeci Machado (Lévy-Strauss) zaustavili su se Tupí-Cawahíb. Neki su prešli i Machado i u Rondoniji su danas poznati kao Uru-Eu-Wau-Wau i Amundáwa.
Među njihove potomke danas se uključuju jezike, dijalekte i plemena Amundáwa, Apairandé, Apiaká, Ipotuát, Júma, Jupaú, Jurureí, Makirí ? (možda varijanta kawahibskog), Morerebi, Paranawát, Pawaté, Tenharim (s Diahói, Mialat, Parintintín), Takwatíp, Tukumanféd, Uru-Eu-Wau-Wau, Wiraféd, Yabutiféd, Yakarawakta.
Zisa A. Charles od dijalekata navodi nazive raznih plemenskih naziva: parintintin, odiahuibe, apairande, catuquinaru, uirafed (Wiraféd), mialat, pawaté, tacuatib (Takwatíp), i tapechiche (taipechichi).

## Vanjske poveznice
- Kawaíb